# دارکوب نرم‌پر
دارکوب نرم‌پر یا دارکوب کرک‌پر (نام علمی: Picoides pubescens) گونه‌ای دارکوب است که در آمریکای شمالی زندگی می‌کند. این گونه کوچک‌ترین دارکوب آمریکای شمالی است ولی گونه‌های کوچکتر از آن هم در مناطق دیگر کره زمین وجود دارند. طول این پرنده ۱۴ تا ۱۸ سانتی‌متر و پهنای بال آن ۲۵ تا ۳۱ سانتی‌متر است.

## نگارخانه

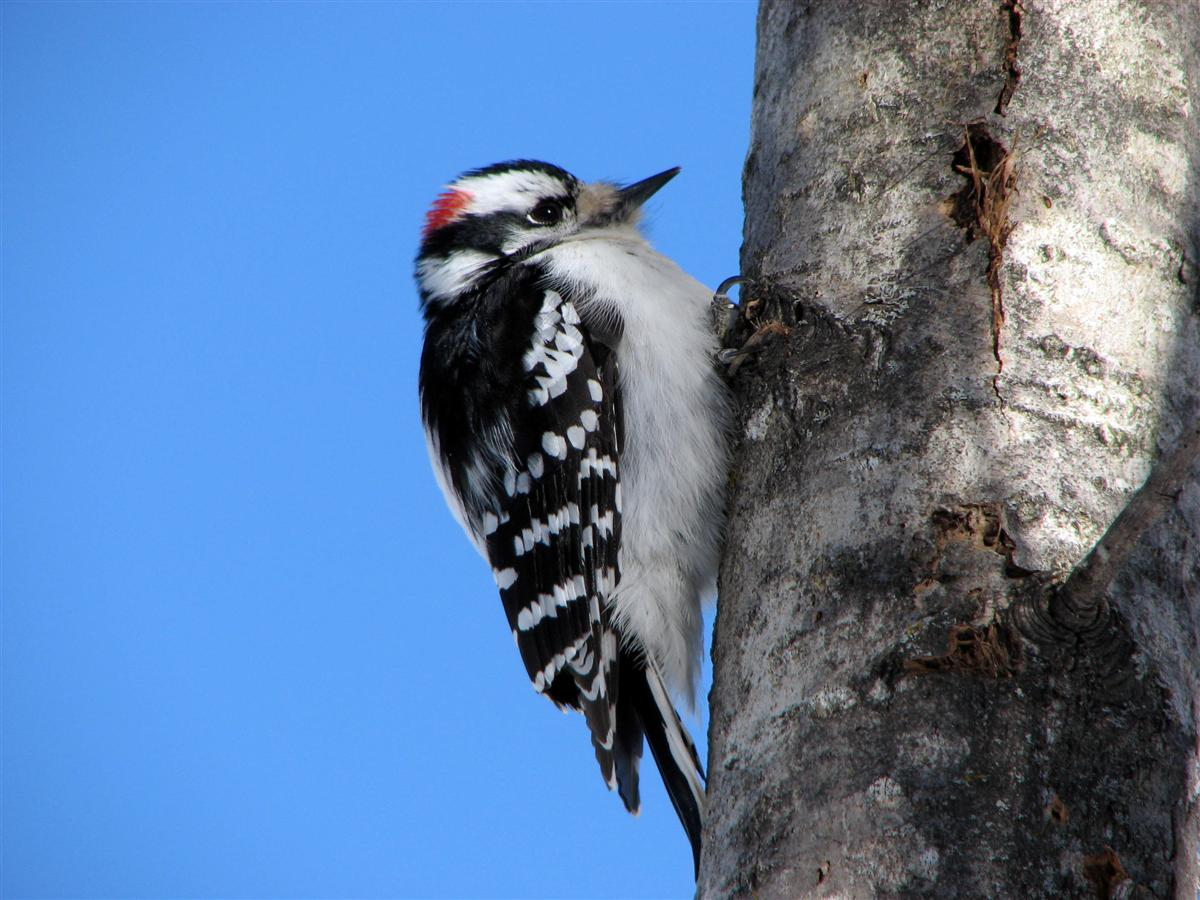
نر بالغ در اوتاوا
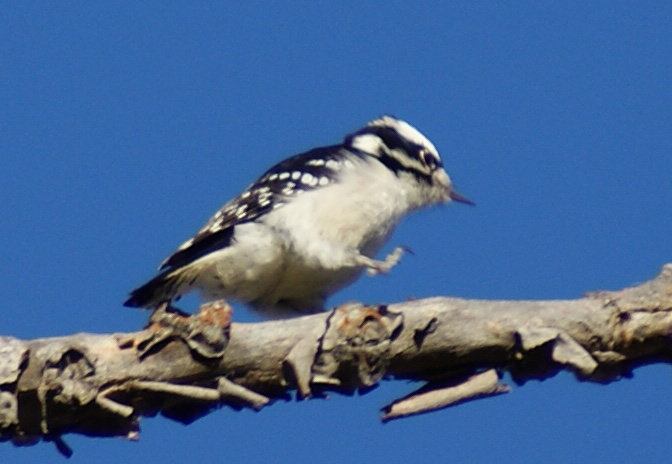
ماده بالغ
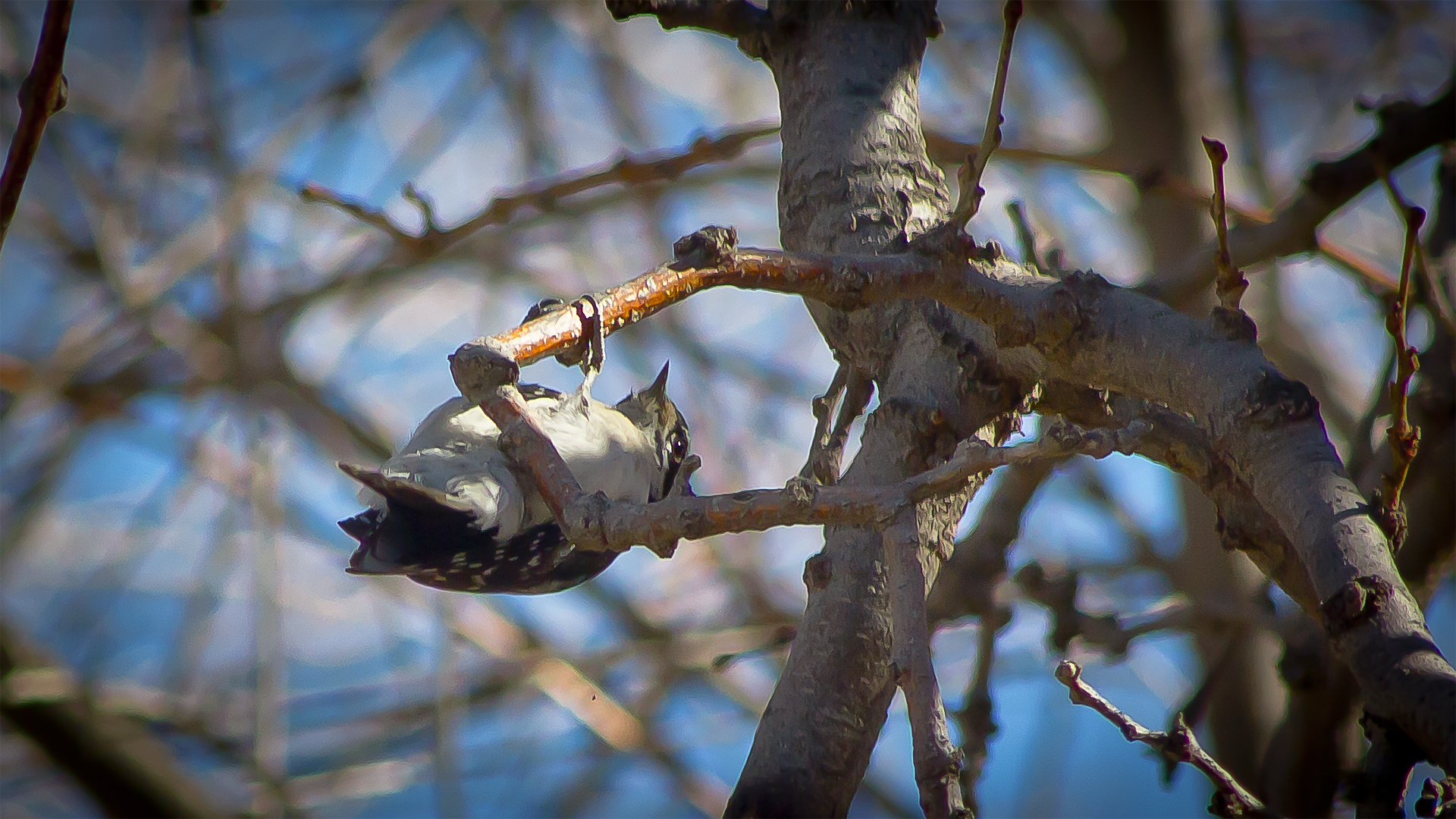
حالت آویزان
- تغذیه
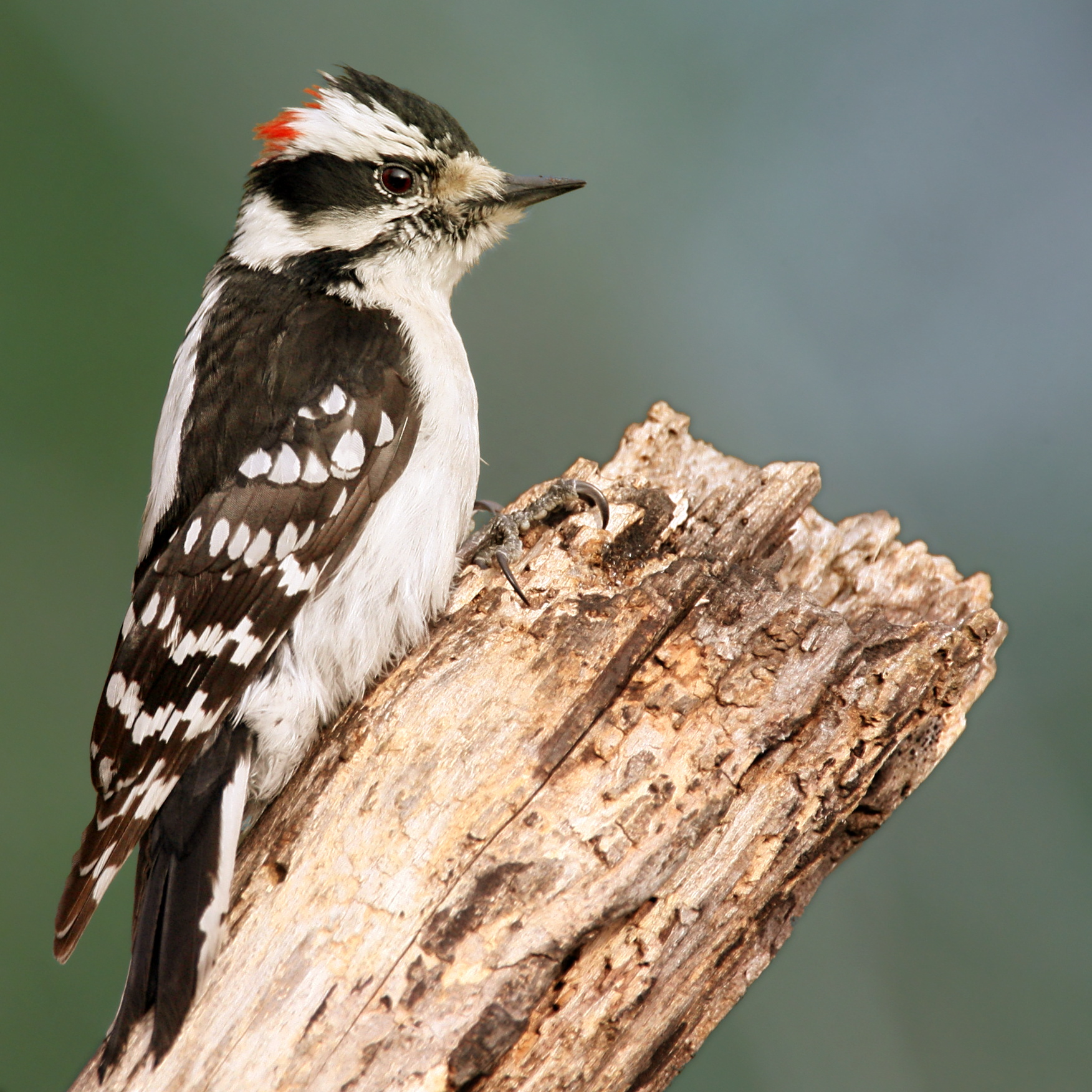
نر بالغ در نیویورک

1. ↑  BirdLife International (2012). "Picoides pubescens". IUCN Red List of Threatened Species. Version 2013.2. International Union for Conservation of Nature. Retrieved 26 November 2013.

- Downy Woodpecker - Picoides pubescens - USGS Patuxent Bird Identification InfoCenter
- Downy Woodpecker Species Account - Cornell Lab of Ornithology
- Downy Woodpecker Bird Sound at Florida Museum of Natural History